# Biggles v jícnu sopky
Biggles v jícnu sopky (v originále: Biggles on Mystery Island) je dobrodružná kniha od autora W. E. Johnse z roku 1958. V Česku byla vydána nakladatelstvím Riopress Praha v roce 2000 jako svoji 159. publikaci.

## Děj
Pilot James Bigglesworth byl pověřen úkolem, aby prohledal jistý pustý ostrov v Tichém oceánu jménem Oratovoa. Hlavní důvod bylo testování zbraní hromadného ničení v této oblasti a tak byla povinnost případné obyvatele ostrova včas varovat a případně je přestěhovat. Ostrov však byl zahalen spoustou mýtů a pověr a tak se místní obyvatele nedalekých ostrovů nedovolili k němu přiblížit. Dále bylo podivné, že se při cestě na ostrov ztráceli lidé, z nichž poslední se plavili na jachtě jménem Dryada. Někteří ztracení lidé byli evropské národnosti např.: Francouzi, Holanďané, Švédové a rodiny pohřešovaných přirozeně chtěli vědět, co se s nima stalo. Biggles se tedy společně se svými přáteli Algym, Gingrem, Bertiem, policejním důstojníkem Marcelem Brissacem a švédským policejním důstojníkem Svenem Heldersenem vydal splnit svůj úkol. Po přeletu nad ostrovem nalezli malou vesnici uprostřed sopečného kráteru a po přistání dokonce onu jachtu Dryadu, která ale byla prázdná. U pláže nalezli vyšlapanou cestu džunglí a vydali se po ní, jenomže je krátce po vstupu napadla smečka zdivočelých a krvelačných psů, která jak se později ukázalo, měla sloužit jako obrana. Těsně jim unikli a rozhodli se, že si ke kráteru najdou vlastní cestu. Biggles tedy společně s Gingrem, Marcelem a Svenem vyšli zatímco Algy s Betiem hlídali letadlo. Po hodně dlouhém a velmi namáhavém výstupu dorazili ke kráteru, kde narazili na jednoho člověka jménem Axel. Ten se jim velmi rád představil a vyprávěl jim svůj příběh o tom, jak byl společně s dalšími výletníky ošizen novinovým článkem o neobydleném ostrově, kde místo příjemného pobytu se z nich stali otroci sloužící jistému "králi" ostrova jménem Hara. Nikdo z ostrova nemohl uniknout, neboť král Hara si vzal do hlavy, že zde vybuduje novou lidskou míšeneckou rasu, která bude odolná proti všem nemocím a zaopatřil tak ostrov obrannými prvky, jímž byli psi a jeho strážní. Biggles proto poslal Svena zpět k letadlu, aby o tom podal zprávu a sám se společně s Marcelem vydal promluvit si s Harou, mezitím co Ginger a Axel jim měli v případě potíží jít na pomoc. Poté, co se jim podařilo se zbavit jednoho z harových strážných, jenž byl krutý chlap jménem Swenson, se dostali až do budovy, kde bydlel Hara. Král Hara, ale vůbec nechtěl uposlechnout Bigglesovi pokyny (neboť ostrov patřil Britům) aby s tím okamžitě přestal, na varování před nukleárními zbraněmi nedbal a dal Bigglese s Marcelem zavřít do vězení. Gingerovi se ale v noci společně s Axelem a Svenem, který se kvůli zemětřesení vyvolaným ostrovem k letadlu nedostal, podařilo je osvobodit a naplánovali společnou akci, jak přemoct Haru a zachránit odtamtud všechny jeho otroky. Využili momentu překvapení, kdy Ginger s Bigglesem společně přelstili Harovu stráž a poté i samotného Haru, kterému ukradli střelné zbraně, mezitím co Sven s Axelem a Marcelem osvobodili vězně a nashromáždili je na začátku psí stezky. Poté je všechny dokázali dostat přes zdivočelé psy až k pobřeží, kde měl čekat Algy s Bertiem. Ti však byli nuceni z nenadálého zemětřesení způsobeného sopkou se přemístit a tak Biggles rozkázal, aby se co nejvíce lidí nalodilo na Dryadu a odpluli, což se také stalo. Poté se právě včas vrátili Algy s Bertiem, aby naložili zbytek vězňů společně s Bigglesovou partou a odletěli s nimi zpět z ostrova, který se v té chvíli ocital pod otřesy výbuchu sopky. Po jejich přistání na Atuoně byli všichni vězni po podání prohlášení vráceni do svého předešlého života, Axel se společně se svým přítelem Martinem přidal k posádce Dryady hledat nové dobrodružství a Bigglesova parta se po čase vrátila zpět na ostrov, který byl po činnosti sopky úplně zdevastovaný. Zde na pláži nalezli lidské ostatky patřící zřejmě Harově bandě a k jejich velkému překvapení i bedničku s penězi, které Hara od lidí vylákal, díky novinovému článku.

## Hlavní postavy
- James "Biggles" Bigglesworth
- Algernon "Algy" Lacey
- Ginger Hebblethwaite
- Bertram "Bertie" Lissie
- Marcel Brissac
- Sven Heldersen
- Axel Pruntz
- král Hara
- Ronbach, Swenson (strážní)
- Martin Larson

## Letadla
- Short Sunderland